# Cycnium jamesii
Cycnium jamesii là loài thực vật có hoa thuộc họ Cỏ chổi. Loài này được (Skan) O.J.Hansen mô tả khoa học đầu tiên năm 1978.